# Wuhan Center
Wuhan Center (giản thể: 武汉中心; phồn thể: 武漢中心; bính âm: Wǔhàn Zhōngxīn) là một tòa nhà siêu cao ở gần ga Khu kinh doanh Vũ Hán trong quận Giang Hán, Vũ Hán, Hà Bắc, Trung Quốc. Tòa nhà được xây từ năm 2009 và cất nóc ngày 16/4/2015. Đây hiện là tòa nhà cao nhất ở miền Trung Trung Quốc và là tòa nhà đầu tiên ở Vũ Hán vượt quá 400 mét (1312 feet).